# Liste de jeux vidéo Charlotte aux fraises
Pour les articles homonymes, voir Charlotte aux fraises (homonymie).
Les jeux vidéo Charlotte aux fraises forment une série de jeux vidéo basée sur le personnage du même nom et ses déclinaisons.

## Jeux consoles et PC

### Strawberry Shortcake: Musical Match-Ups
Strawberry Shortcake: Musical Match-Ups est sorti en 1983 sur Atari 2600, édité par Parker Brothers.

### Strawberry Shortcake: Amazing Cookie Party
Strawberry Shortcake: Amazing Cookie Party est sorti en 2003 sur Windows et Mac OS, édité par The Learning Company.

### Charlotte aux fraises et ses meilleurs amis
Charlotte aux fraises et ses meilleurs amis (Strawberry Shortcake: Berry Best Friends) est sorti en 2004 sur Windows et Mac OS, édité par The Game Factory.
- Jeuxvideo.com : 8/20[1]
- PC Magazine : 4/5[2]

### Strawberry Shortcake: Summertime Adventure
Strawberry Shortcake: Summertime Adventure est sorti en 2004 sur Game Boy Advance, édité par Majesco Entertainment.
- Nintendo Power : 4/10[3]

### Charlotte aux fraises: Le Centre d'équitation du Pays de la crème glacée
Charlotte aux fraises : Le Centre d'équitation du Pays de la crème glacée (Strawberry Shortcake: Ice Cream Island Riding Camp) est sorti en 2005 sur Game Boy Advance, édité par The Game Factory.
- Jeuxvideo.com : 6/20[4]

### Charlotte aux fraises: Voyage au Pays des Fraisi-Rêves
Charlotte aux fraises : Voyage au Pays des Fraisi-Rêves (Strawberry Shortcake: The Sweet Dreams Game) est sorti en 2006 sur Game Boy Advance, PlayStation 2 et Windows, développé par Eko Software et édité par The Game Factory.
- GameZone : 6/10 (PlayStation 2)[5].
- IGN : 5,1/10 (PlayStation 2)[6]
- Jeuxvideo.com : 10/20 (Windows)[7]

### Charlotte aux fraises: Les Jeux de Fraisi-Paradis
Charlotte aux fraises : Les Jeux de Fraisi-Paradis (Strawberry Shortcake: Strawberryland Games) est sorti en 2006 sur Nintendo DS, édité par The Game Factory.
- IGN : 5/10[8]
- Jeuxvideo.com : 10/20[9]

### Charlotte aux fraises: Le Gâteau des quatre saisons
Charlotte aux fraises : Le Gâteau des quatre saisons (Strawberry Shortcake: The Four Seasons Cake) est sorti en 2007 sur Nintendo DS, édité par The Game Factory.
- GameZone : 8/10[10].
- Jeuxvideo.com : 11/20[11]

## Autres jeux
- Dance Dance Revolution Strawberry Shortcake (Plug-and-Play)
- Strawberry Shortcake (iOS)